# Mario Football (computerspelserie)
Mario Football is een voetbalserie van computerspellen die werd ontwikkeld door Next Level Games en gepubliceerd door Nintendo.

## Beschrijving
In de spelserie kan de speler met verschillende bekende Mario-figuren wedstrijden spelen. De wedstrijden zijn geen 11 tegen 11, maar 5 tegen 5 spelers, waarbij de captain van het team een 'smash'-aanval kan doen. De teamgenoten kunnen dit niet. Ook kent de spelserie nagenoeg geen regels. Daarbij zijn er kenmerkende voorwerpen in het spel, zoals bananenschillen en schilden, die tijdens het spel gebruikt kunnen worden om wedstrijdvoordeel te behalen.
Het eerste spel in de reeks werd uitgebracht in Europa op 18 november 2005 voor de Nintendo GameCube. Een tweede deel verscheen in Europa op 25 mei 2007 voor de Wii. Een derde deel werd tijdens een Nintendo Direct-presentatie aangekondigd voor uitgave op 10 juni 2022 voor de Nintendo Switch.

## Spellen in de reeks
| Titel                                  | Alternatieve titel                        | Uitgave                                          | Platform(s) |
| -------------------------------------- | ----------------------------------------- | ------------------------------------------------ | ----------- |
| Mario Smash Football                   | Super Mario Strikers                      | 18 november 2005 5 december 2005 19 januari 2006 | GameCube    |
| Mario Strikers Charged Football        | Mario Strikers Charged Mario Power Soccer | 25 mei 2007 30 juli 2007 20 september 2007       | Wii         |
| Mario Strikers: Battle League Football | Mario Strikers: Battle League             | WW 10 juni 2022                                  | Switch      |